# San Miguel (Manila)
San Miguel  es uno de los dieciséis distritos de la ciudad de Manila, capital de la República de Filipinas, y en él se encuentra el Palacio de Malacañang, residencia del presidente de Filipinas, así como la calle Mendiola.

## Geografía
El Distrito de San Miguel está geográficamente ubicado en la margen derecha del río Pasig, lindando al norte con Sampaloc, al sur con Paco (Manila), al este con Santa Mesa, y al oeste con Quiapo y Ermita.

### Barangayes o barrios
San Miguel se divide administrativamente en 12 barangayes o barrios, todos de  carácter urbano.
| Name         | Población 2007 |
| ------------ | -------------- |
| Barangay 637 | 1,172          |
| Barangay 638 | 475            |
| Barangay 639 | 752            |
| Barangay 640 | 2,331          |
| Barangay 641 | 707            |
| Barangay 642 | 803            |
| Barangay 643 | 740            |
| Barangay 644 | 659            |
| Barangay 645 | 1,709          |
| Barangay 646 | 1,109          |
| Barangay 647 | 815            |
| Barangay 648 | 4,843          |